# 西米爾福德 (新澤西州)
西米爾福德（英語：West Milford）是位於美國新澤西州巴賽克縣的一個鎮區。

## 地方資料
西米爾福德的面積為209.94平方千米，當中陸地面積為196.66平方千米，而水域面積為13.28平方千米。根據2020年美國人口普查的數據，當地共有人口24862人，而人口密度為每平方千米118.42人。